# Britisches Freikorps
 (octobre 2019).
Si vous disposez d'ouvrages ou d'articles de référence ou si vous connaissez des sites web de qualité traitant du thème abordé ici, merci de compléter l'article en donnant les références utiles à sa vérifiabilité et en les liant à la section « Notes et références ».
Le Britische Freikorps (SS), en anglais : British Free Corps (SS) — que l'on peut traduire en français par corps franc britannique SS ; le terme SS n'étant pas toujours inclus dans les documents officiels nazis — était une unité de la Waffen-SS composée de volontaires originaires du Commonwealth. Conçue à l'origine comme une unité combattante, elle ne fut, faute de combattants, qu'un petit groupe de propagande avec un effectif maximal n'ayant atteint que le nombre de 27 soldats, 54 hommes ayant cependant appartenu à l'unité au total, à un moment ou à un autre et parfois seulement durant quelques jours.

## Les origines
John Amery publia en 1943 un livre, England and Europe, qui prônait la création d'une unité combattante, composée uniquement de volontaires anglo-saxons anti-communistes, qu'il baptisa : "Légion de Saint-George" (The Saint-George Legion). Influencé par le relatif succès que connut[réf. nécessaire], en France occupée, la création de la LVF (Légion des volontaires français contre le bolchévisme), il s'en inspira pour sa propre Légion, escomptant un premier engagement de 1 500 compatriotes, destinés à former un ou deux bataillons, constituant une brigade d'infanterie. La campagne de recrutement qu'il entreprit, sous les auspices peu enthousiastes de l'état-major de la Wehrmacht, au sein des divers camps de prisonniers britanniques au cours des mois suivants, fit tomber ses dernières illusions : un seul et unique volontaire, Kenneth E. Berry, se présenta. Le projet d'Amery ne devait pas survivre à pareil échec.

## 1944: développement

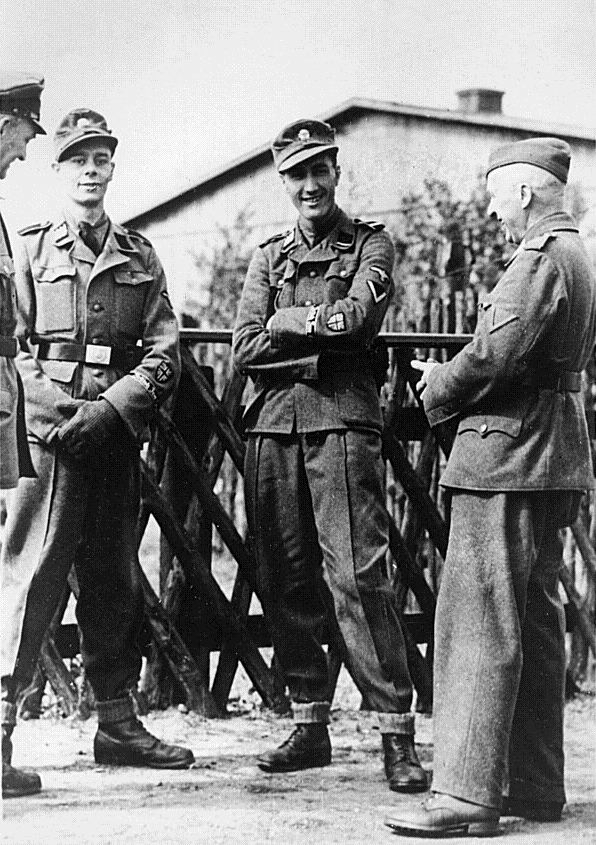
Deux membres du Britisches Freikorps SS, Kenneth Berry et Alfred Minchin, en avril 1944

Cette idée d'une unité anglo-saxonne fut néanmoins reprise, et réalisée, par les services de la Waffen SS et au 1er janvier 1944 fut constitué officiellement le Britisches Freecorps (SS) plus généralement connu sous son appellation anglaise : British Free Corps ou BFC. Dès sa constitution, cette unité, pour le moins spéciale, se révéla non seulement peu fiable (en annotations sur les archives de la Wehrmacht est inscrit ,,einsatz fraglish,, littéralement ,,unité douteuse,,), mais encore plus atypique : ni unité de combat, ni véritablement « vitrine » de propagande, elle ne fut, en aucune manière, l'objet de réelles attentions d'un quelconque service SS. Placée d'abord sous le commandement du SS Hauptsturmführer allemand Hans-Werner Roepke, ancien officier de la 5e Panzerdivision SS Wiking, celui-ci se révéla pour le moins laxiste ; choisi pour son anglophilie et le fait qu'il ait vécu quelques années aux États-Unis avant la guerre, il ne prit même pas la peine d'entraîner ses hommes. Et ce n'est qu'en novembre 1944, qu'il fut remplacé par le SS-Obersturmführer Dr Walter Kühlich.
La seule réelle personnalité marquante du BFC fut le SS-Oberscharführer britannique Thomas Cooper : né d'une mère allemande et d'un père anglais, cet ancien membre de la « British Union of Fascists » de Londres, avait rejoint la SS dès 1938 et combattu sur le front de l'Est au sein de la 5e Panzerdivision SS Wiking, et avait été grièvement blessé recevant ainsi l’insigne des blessés en argent. Politiquement motivé et ne manquant pas de caractère, il tenta vainement de faire « bouger les choses » et de faire du BFC une unité de combat. Mais il ne réussit pas à imposer son point de vue aux autorités allemandes.

## 1945: les derniers mois
Aux débuts de 1945, le BFC fut dirigé sur un camp d'entraînement de Dresde afin de suivre une formation de pionniers d'assaut (= Sturm-Pioniere). Lors du bombardement de la ville par la RAF et l'USAF en février 1945 deux volontaires britanniques furent tués et le groupe fut aussitôt dirigé sur Stettin.
En mars 1945, les autorités allemandes décidèrent enfin d'engager le BFC ; mais seulement 8 volontaires se présentèrent. Ils furent incorporés à la 3e compagnie du bataillon de reconnaissance de la 11e SS Panzergrenadier Division Nordland  (en allemand : 3./SS-Panzer-Aufklärungs-Abteilung 11); mais à la suite de l'ordre du SS Obergruppenführer Felix Steiner, interdisant de les utiliser en première ligne, les volontaires anglais passèrent dix jours à creuser des tranchées et des abris, avant d'être redirigés sur les arrières où ils furent chargés d'aider les réfugiés et d'assurer la surveillance du trafic routier.
Fin avril 1945, lors de l'ultime offensive de l’Armée rouge, ils suivirent le flot des fuyards. L'un d'entre eux, néanmoins, le SS Mann Reg Cornfield, aurait été crédité de la destruction d'un T-34 d'un coup de Panzerfaust lors des combats de Berlin ; en fait ceci relève d'une pure légende. Le seul membre du BFC à avoir combattu à Berlin, sous l'uniforme arborant l'Union Jack, est un Allemand, l'interprète Wilhelm-August Bob Rössler.
«Peu disposés à se battre pour une cause perdue, les Waffen-SS britanniques ont reçu le choix entre une déportation en camp de concentration (quelques-uns, inflexibles, y sont envoyés) et le front, qu'une dizaine a finalement accepté de rejoindre.
L'un des volontaires est rattaché au service médical de la 3./SS-Panzer-Aufklärungs-Abteilung 11, un autre est tué dans les combats pour Berlin. Deux autres sont capturés par les Soviétiques et immédiatement pendus.
Les survivants sont intégrés à des unités du Volkssturm.
La plupart échappent aux combats et retrouvent leur pays natal. Ils n'écoperont que de peines légères, mis à part leur chef John Amery, qui sera exécuté.»

## Autres volontaires anglo-saxons
Outre les membres du BFC, une douzaine d'Anglais servirent dans diverses unités de combat de la Waffen-SS :
- Bataillon de Flak de la 1re SS Panzer-Division "Leibstandarte Adolf Hitler" : les hiwis James Conen (Britannique) et William Celliers (Sud-africain) : ces deux volontaires pourraient être les seuls Anglo-saxons à avoir reçu la Croix de fer de 2e classe;
- SS PK-Standarte "Kurt Eggers" (= Régiment SS de propagande) : le SS Untersturmführer Railton Freeman et l'interpréte Roy-Walter Purdy;
- Département SS de médecine : le docteur irlandais Patrick O'neill ;
- Azad Hind (= Légion Inde libre) : le Sonderführer interprète Franck Becker;
- SS Jagdverbande "Mitte" (= Commandos de chasse SS anti-partisans) : deux Irlandais - le SS Unterscharführer James Brady et le SS Mann Franck Striwger;
- Département de propagande de Munich : SS Sturmbannführer Vivian Stranders ;

## Dans la culture populaire
- L'Aigle s'est envolé (en), roman de Jack Higgins, met en scène un des volontaires du SS British Free Corps, membre d'un commando chargé d'enlever Winston Churchill.